# Air Omega
Air Omega Aviation mbH era una compagnia aerea cargo tedesca con sede a Nobitz.

## Storia
L'Air Omega venne fondata nel 2001. All'inizio di settembre 2002 ricevette un Embraer EMB 120FC dagli Stati Uniti, assieme al certificato di operatore aereo il 14 ottobre. Il 4 novembre un secondo Embraer giunse alla sede centrale riconfigurato come aereo da trasporto, quindi i due velivoli avrebbero volato per varie aziende, tra cui la Hellmann Worldwide Logistics. La britannica Air Omega UK, fondata separatamente, operava, contrariamente alla sua consociata tedesca, come compagnia di linea.
Durante la sua esistenza, tuttavia, tra il 2002 e il 2004, Air Omega rimase invischiata in una vicenda relativa alla Sparkasse Tirschenreuth (oggi Sparkasse Oberpfalz Nord): tre membri del consiglio d'amministrazione concessero dei prestiti per negligenza e alcuni prestiti in sofferenza in oltre cento casi - tra cui Air Omega: quest'ultima, dopo aver presentato contratti di volo manipolati allo scopo di ottenere i prestiti, aveva ricevuto ingenti risorse finanziarie; i successivi estratti conto delle casse di risparmio descrissero il processo come "completamente al di fuori degli standard applicabili". Sebbene la questione sia stata negoziata davanti al tribunale regionale di Regensburg solo nel 2010 e Air Omega stesse affrontando una situazione relativamente tranquilla in quel momento, le operazioni dovettero essere interrotte nel 2003 per i motivi sopra menzionati e il fallimento associato.

## Flotta
La flotta di Air Omega era composta dai seguenti due aeromobili al momento della cessazione dell'attività:
| Aereo           | Nome di registrazione  | Numero operativo | Note                                                                                    |
| --------------- | ---------------------- | ---------------- | --------------------------------------------------------------------------------------- |
| Embraer EMB 120 | D-CAOA, Nobitz         | 120013           | Originariamente normali EMB 120ER riconvertiti per il trasporto merci negli Stati Uniti |
| Embraer EMB 120 | D-CAOB, Stadt Schmolln | 120012           | Originariamente normali EMB 120ER riconvertiti per il trasporto merci negli Stati Uniti |